# Cyphon pallicolor
Cyphon pallicolor is een keversoort uit de familie moerasweekschilden (Scirtidae). De wetenschappelijke naam van de soort werd in 1885 gepubliceerd door Léon Marc Herminie Fairmaire.